# 格雷厄姆敦 (馬里蘭州)
格雷厄姆敦（英語：Grahamtown）是位於美國馬里蘭州亞利加尼縣的一個普查規定居民點。

## 人口
根據2020年美國人口普查的數據，格雷厄姆敦的面積為0.40平方千米，當中陸地面積為0.40平方千米，而水域面積為0.00平方千米。當地共有人口368人，而人口密度為每平方千米920人。